# Colt-Lightning Magazine Rifle

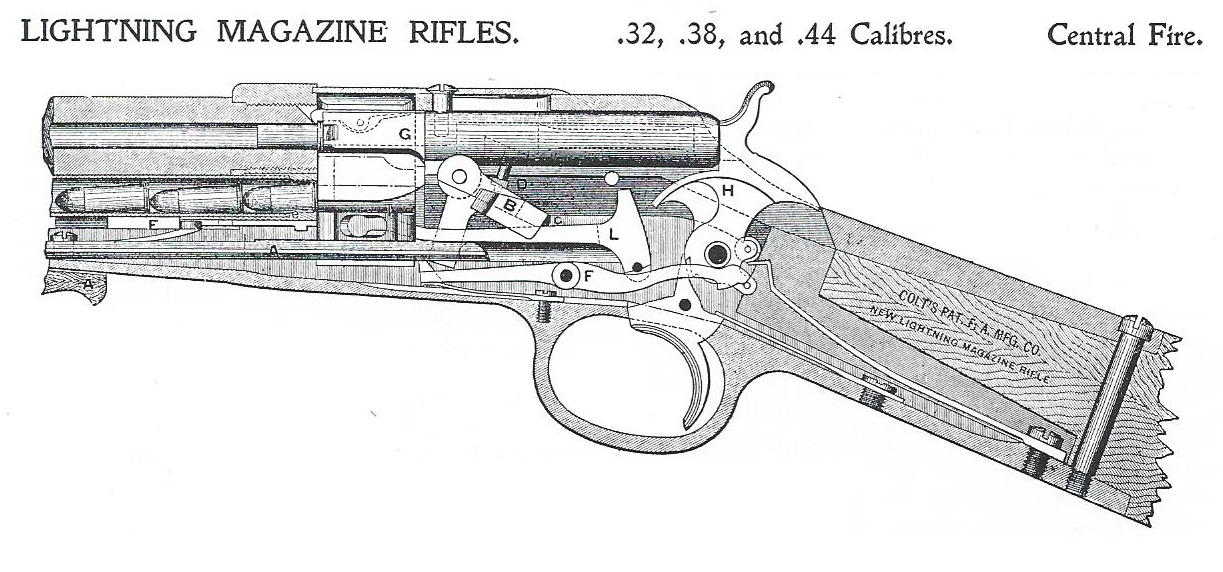
Colt Lightning Rifle, B = Stützklappe

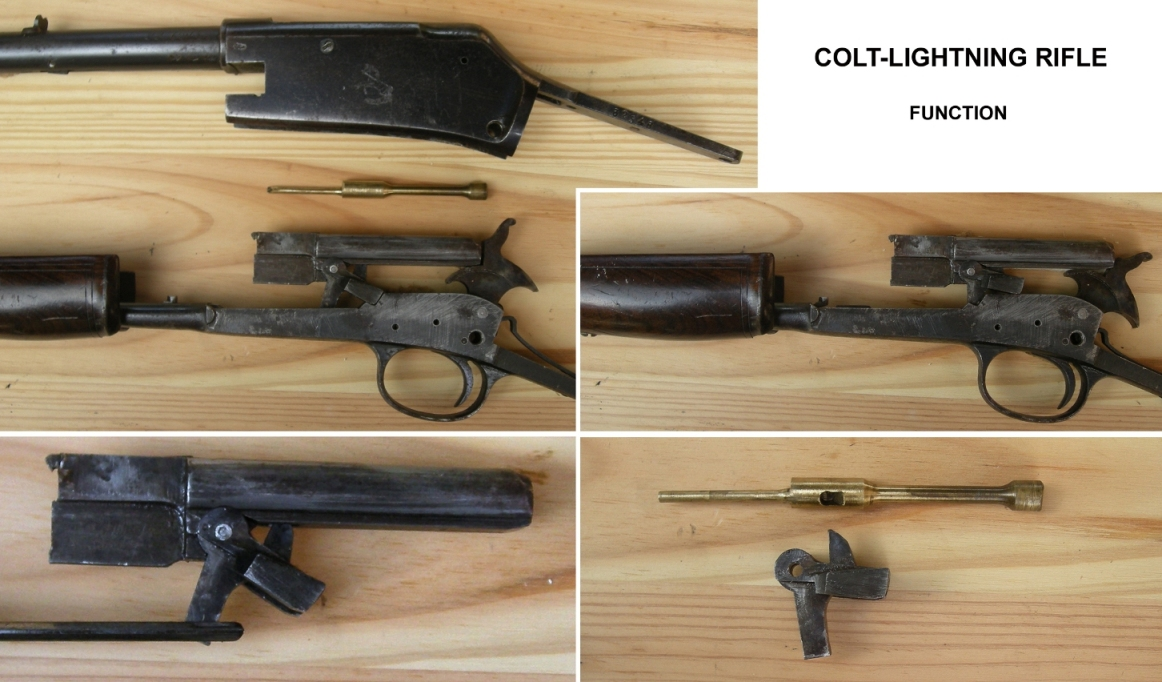
Colt-Lightning Rifle, Funktion

Das Colt-Lightning Magazine Rifle ist ein von der Colt’s Patent Firearms Manufacturing Co. Hartford, Connecticut entwickeltes und patentiertes Vorderschaft-Repetiergewehr (engl. Slide-Action Rifle), das in drei Größen in diversen Kalibern, für .22-, .44-40 WCF- bis zu .50-95 Expresspatronen auf den Markt gebracht wurde. Diese Colt-Lightning Slide Action Magazine Rifles wurden von 1884 bis 1904 von der  Colt’s Patent Firearms Manufacturing Co. hergestellt.

## Technik & Beschreibung

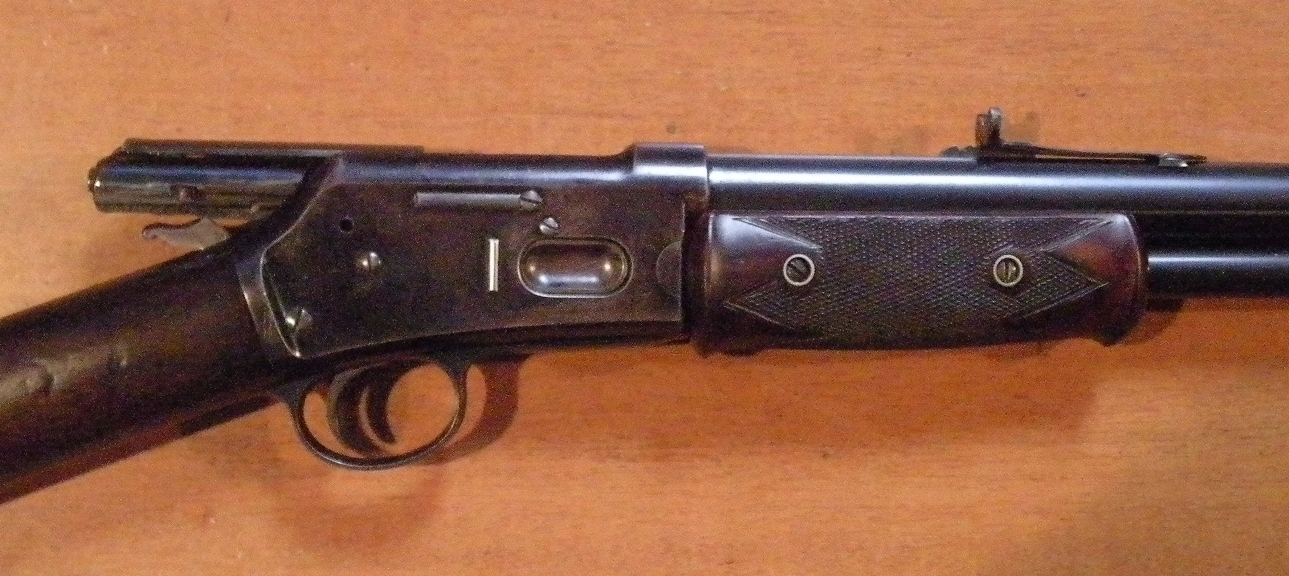
Colt-Lightning Gewehr, Verschluss offen

Das Colt-Lightning Gewehr ist ein Vorderschaftsrepetierer für Schwarzpulverpatronen. Für rauchlose Patronen ist es nicht geeignet. Zum Nachladen muss der Griff am Vorderschaft zurückgezogen und wieder nach vorne geschoben werden. Sein außenliegender Hahn wird beim Nachladen automatisch gespannt, die Waffe ist sofort schussbereit. Zum Sichern kann der Hahn auf eine Sicherheitsraste abgesenkt werden. Verriegelt wird der Verschluss durch eine an diesem vorn angebrachte L-förmige Stützklappe. (Siehe auch System Mannlicher). Diese wird durch Vorschieben der Ladestange ins Gegenlager im unteren Teil des Verschlussgehäuses abgeklappt, damit wird der Verschluss verriegelt. Gleichzeitig wird auch der Zündstift freigegeben, der bei unverriegelter Waffe durch ein oben an der Stützklappe angebrachtes dornförmiges Element blockiert ist. Das unter dem Lauf angebrachte Röhrenmagazin wird beim Medium- und Large Frame Model wie beim Winchestergewehr durch eine rechts am Verschlussgehäuse angebrachte Öffnung geladen. Beim Small Frame Model ist der hintere Teil des Magazins zum Laden der .22-Patronen ausschwenkbar. Die Colt-Lightning Gewehre waren brüniert, der Hammer buntgehärtet, seltener wurden sie vernickelt.

## Verwendung, Geschichte
Der zuerst produzierte Colt-Lightning Medium Frame-Karabiner im Revolverkaliber .44-40 war als Begleitwaffe für Berittene im Westen der USA gedacht, das Large Frame Model als Waffe für die Jagd von größerem Wild und das Small Frame Model im Kaliber .22 als Hauswaffe für Schädlingsbekämpfung und Plinking.
Die Produktion der in der gleichen Zeit mit dem Colt-Burgess Rifle von W. H. Elliott entwickelten und patentierten Vorderschaftsrepetierer (US-Patent no. 278.324, May 29, 1883, by W. H. Elliot) wurde ab 1885 forciert, nachdem Colt’s mit der Winchester Repeating Arms Company vereinbart hatte, keine Unterhebelrepetierer mehr auf den Markt zu bringen, während Winchester auf die Fabrikation von Revolvern verzichtete.
Colts Ziel war, dieses Gentlemen’s Agreement zu unterlaufen, was nur teilweise gelang. Während Winchester zwischen Ende 1884 und 1902 rund 600.000 Unterhebelrepetierer der Modelle 1873 und 1892 in den Revolverkalibern verkaufte, brachte es Colt mit dem Lightning Medium Frame Model auf knapp 90 000 Stück. Bei den Jagdwaffen die gleiche Situation, von den Winchester Model 1876 und Model 1886 Gewehren verkaufte Winchester 1887 bis 1894 etwa 110.000 Exemplare, während Colt von den Large Frame Model Rifles nur 6400 Stück verkaufte. Auch die Verkäufe des Small Frame Models hinkten mit zwischen 1807 und 1904 knapp 90.000 Verkäufen hintennach, Winchester verkaufte bis Ende 1904 über 220.000 von seinem Model 1890, einem von John Moses Browning entwickelten Vorderschaftsrepetierer.

## Varianten

### Colt-Lightning Medium Frame Model

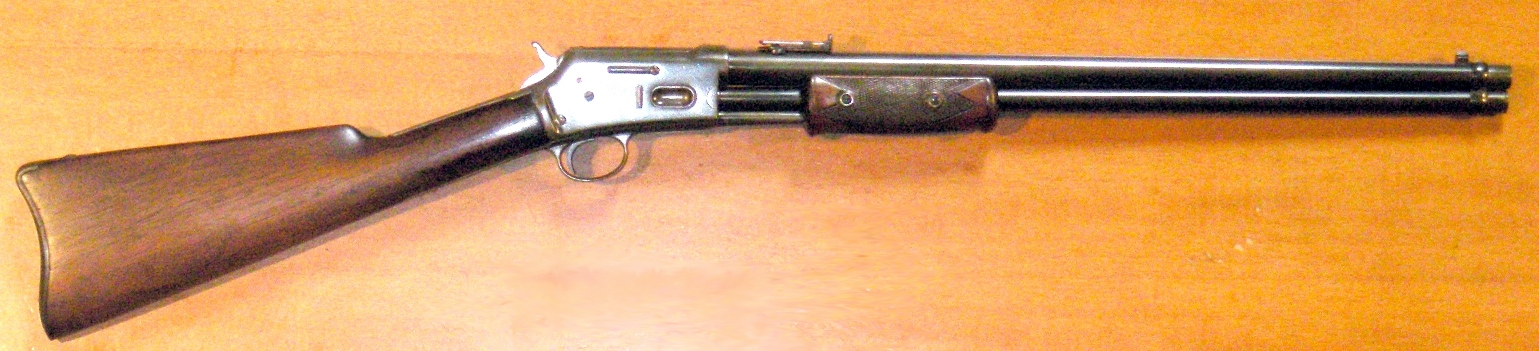
Colt-Lightning Carbine

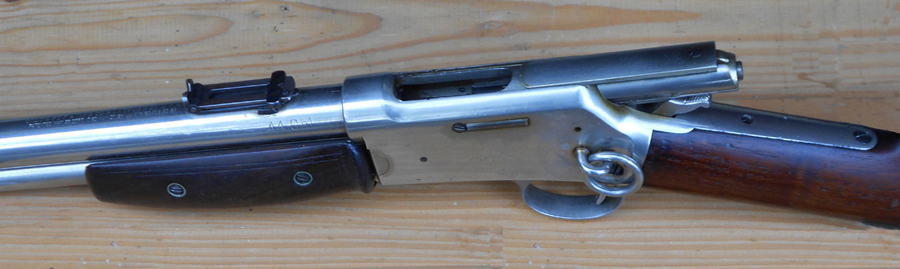
Lightning Karabiner, Verschluss

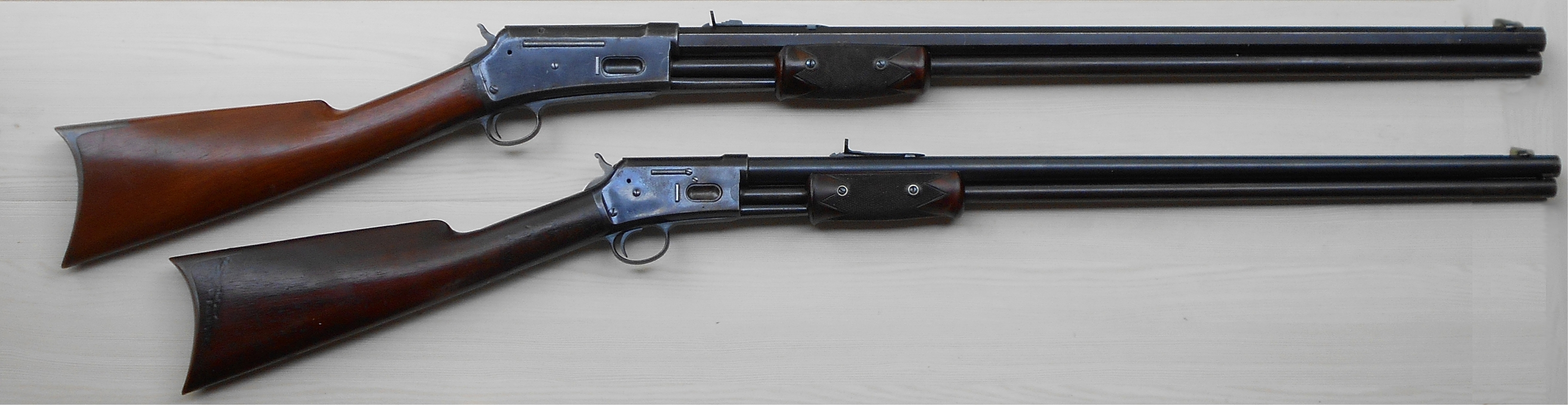
Colt Lightning Rifles, oben Large Frame, unten Medium Frame Model

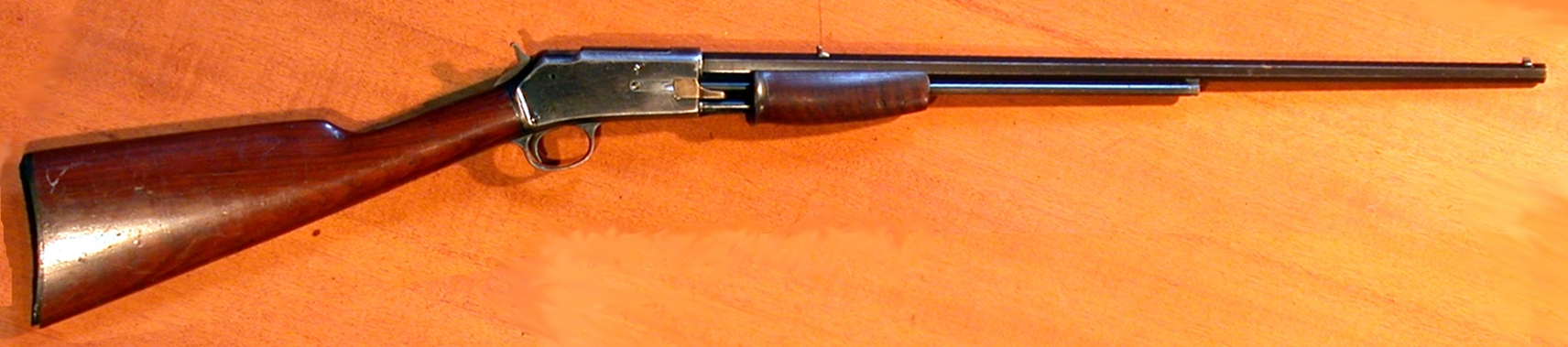
Colt Lightning cal .22 Rifle

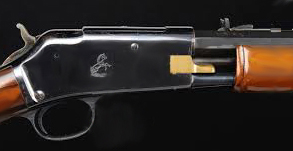
Colt Lightning Rifle .22, Ladeklappe aus Messing

Zuerst wurde die Produktion des für die damals gängigen Revolverpatronen geeigneten Colt-Lightning Gewehres und Karabiners aufgenommen. Diese wurden in den drei verschiedenen Kalibern .44-40 WCF, .38-40 WCF und .32-20 WCF hergestellt, wobei die von Colt hergestellten Patronen 44CMLR, 38CMLR und 32CMLR hießen. CMLR steht für Colt Magazine Lightning Rifle. Einige wenige Waffen wurden mit glatten Läufen zum Verschiessen von Schrotpatronen hergestellt. Vom Medium Model wurden von 1884 bis 1902 89.777 Waffen hergestellt. 1898 wurden 401 Gewehre im Kaliber .44-40, Lauflänge 26 Zoll an das San Francisco Police Department ausgeliefert, sie waren speziell nummeriert (S.F.P 1 bis S.F.P. 401). Der Verkaufspreis (1890) von Waffen mit rundem Lauf war $ 16.50, mit achteckigem Lauf $ 18.00.
Der Karabiner wurde mit einem runden Lauf ausgeliefert, Länge 51,5 cm (20 Zoll), Gesamtlänge 94 cm. Das Magazin fasst 12 Schuss, ungeladen wiegt die Waffe (.44-40) 2,85 kg. Eine etwas leichtere Ausführung, genannt Baby Carbine brachte es auf 2,45 kg. Der Preis des Karabiners betrug $ 16.50.
Das Sporting Rifle genannte Gewehr wurde wahlweise mit einem runden oder achteckigen Lauf ausgeliefert, Länge 66 cm (26 Zoll), Gesamtlänge der Waffe 109,5 cm. Das Magazin fasst 15 Schuss. Ungeladen wiegt die Waffe (.32-20) 3,5 kg.

### Colt-Lightning Large Frame Model
Das von 1887 bis 1894 hergestellte Colt-Lightning-Jagdgewehr wurde für verschiedene auf die Jagd größeren Wildes geeigneten Patronen wie die .38-56, die .45-85 und als größte die .50-95 Express hergestellt. Die Standardlauflänge betrug 66 cm (26 Zoll), Läufe von 56 cm (Karabiner) bis 91,5 cm waren lieferbar. Auch die Länge des Magazins konnte vom Käufer gewählt werden. Das Gewicht der Waffen war je nach Lauf, Kaliber und Ausführung verschieden. Einige wenige Waffen wurden mit glatten Schrotläufen hergestellt. Von 1887 bis 1894 wurden 6.496 Waffen hergestellt. Der Preis (1890) der Waffe lag je nach Ausführung zwischen $ 19,00 und $ 20,50. Gravierte Luxusausführungen mit Goldeinlagen konnten rasch das Doppelte kosten.

### Colt-Lightning Small Frame Model
Das kleinkalibrige, von 1887 bis 1904 hergestellte Colt-Lightning-Kleinkalibergewehr war für das Verschiessen von .22 Short und .22 Long Randfeuerpatronen so konzipiert, dass es auch mit beiden Patronentypen im Magazin funktionierte. Das halblange Magazin fasst 15 .22 Long- oder 16 .22 Short-Patronen. Die Standardlauflänge betrug 61 cm (24 Zoll). Die Waffe konnte mit diversen Lauflängen, von 9 1/2 Zoll bis 26 Zoll bestellt werden. Mit dem runden Lauf wiegt die Waffe 3,1 kg, mit dem Achtkantlauf ist sie unwesentlich leichter. Einige wenige Waffen wurden auch mit glatten Schrotläufen versehen. Das Small Frame Model verkaufte sich gut, insgesamt wurden davon 89.912 Exemplare hergestellt.